# Waleed Zuaiter
 (octobre 2018).
Waleed F. Zuaiter, né le 19 janvier 1971 à Sacramento, est un acteur et producteur américain. 
Il a joué dans des productions sur scène à Washington, DC, Berkeley, en Californie et à New York, ainsi que dans plusieurs productions cinématographiques et télévisées. Il est le producteur et co-vedette d'Omar (2013), qui a été nommé pour un Oscar à la 86e cérémonie des Oscars du meilleur film en langue étrangère.
Il vit actuellement à Los Angeles. 

## Filmographie partielle

### Cinéma
- 2011 : Elevator de Stig Svendsen : Mohammed
- 2016 : La Chute de Londres : Kamran Barkawi
- 2018 : Here and Now de Fabien Constant : Sami

### Télévision
- 2008 : New York, section criminelle (saison 7, épisode 14) : Rani Kahn
- 2018 : Colony : Vincent (récurrent, saison 3)
- 2018 : Altered Carbon : Samir Abboud (récurrent, saison 1)
- 2018: L'ange du Mossad: Président Gamel Abd Nasser
- 2019 : The Spy : le colonel Amine al-Hafez
- 2020 : Baghdad Central : Muhsin al-Khafaji